# Felkai György
Felkai György (Budapest, 1960. december 28. –) magyar marketing- és kommunikációs szakember, közgazdász, az MVM Csoport ügyfélvilágához tartozó társaságok marketing és kommunikációs igazgatója. Nemzetközi és hazai kommunikációs ügynökségek vezető tanácsadójaként, valamint magyar és multinacionális cégek kommunikációs és marketing vezetőjeként dolgozott.

## Tanulmányok
Felkai György 1985-ben szerzett közgazdász diplomát az akkori Marx Károly Közgazdaságtudományi Egyetem nemzetközi kapcsolatok szakán, majd újságírást tanult a MÚOSZ-nál. Posztgraduális képzéseken vett részt Magyarországon, Japánban, valamint az Egyesült Királyságban, pénzügyi, kommunikációs és menedzsment témakörökben.

## Életútja
Felkai György karrierjét újságíróként kezdte, 1986-tól 1992-ig a Magyar Rádiónál és a Magyar Televíziónál dolgozott szerkesztő-műsorvezetőként. Munkája során Pulitzer emlékdíjat kapott szerkesztőségi tagként. 1992-től a Hill & Knowlton, majd 1994-től a Burson-Marsteller, a világ akkori legnagyobb nemzetközi PR-ügynökségek vezető tanácsadója volt. Ezt követően saját kommunikációs ügynökséget hozott létre.
1999-ben lett a MOL Nyrt. kommunikációs igazgatója, ezzel a társaságcsoport vállalati– és marketingkommunikációjáért felelt. A magyar olajipari társaságnál eltöltött évei alatt indult meg a vállalatcsoport hazai integrációja, az arculat megújítása és a nemzetközi növekedése, így komoly szerepe volt a társaság nemzetközi kommunikációjának beindításában. Felkai György irányította a pusztaszőlősi gázkitörés válságkommunikációját, amit a közel száz ország szakembereit tömörítő International PR Association 2002-ben az év legjobb válságkommunikációs programjának választott, kitüntette a szakma Oscar-díjával. 2000-ben a Felkai György által megrendelt MOL image hirdetés elnyerte a tekintélyes AdAge - The Best díját a televíziós hirdetés kategóriában.
2003-ban a Pannon GSM kommunikációs igazgatója lett. Ezt követően kereskedelmi vállalkozásokat és tanácsadócéget vezetett tulajdonosként. Nevéhez kapcsolódott olyan nemzetközi divatmárkák magyarországi marketingkommunikációs bevezetése, mint a Mango és a Tally Weijl. A hazai kozmetikai termékek közül a nagy múlttal rendelkező Hélia-D újrapozícionálását vezényelte le. Több más cég mellett tanácsadója volt az orosz Gazpromnak, a Fővárosi Ítélőtáblának, illetve a Magyar Bányászati és Földtani Hivatalnak is.
2010 és 2014 között az MVM Magyar Villamos Művek Zrt. kommunikációs igazgatójaként irányította a nemzeti energetikai társaságcsoport egységes vállalati- és marketingkommunikációját, ahol közel  évi 15 milliárd forintos kommunikációs költségvetéssel gazdálkodhatott. Vezetésével a társaságcsoport intenzív márkaépítésbe kezdett, amelynek eredményeként az MVM Zrt. egy Superbrands, három Business Superbrands és három MagyarBrands címet nyert el, míg az MVM Paksi Atomerőmű, annak tervezett új blokkjainak támogatottsága jelentősen erősödött a lakosság körében.
2015-től az MVM Services Zrt. (korábbi nevén a rezsicsökkentés tartóssá tétele érdekében alakult nemzeti közműszolgáltató, NKM Nemzeti Közművek Zrt.) marketingkommunikációs területét vezeti 

## Oktatás, szakmai szervezet
A Budapesti Corvinus Egyetem Társadalomtudományi és Nemzetközi Kapcsolatok Kar Magatartástudományi és Kommunikációelméleti Intézet vendégelőadójaként kurzust tart mesterképzésben részt vevő hallgatóknak.
Egy évtizeden keresztül a Magyar Reklámszövetség elnökségének tagja.

## Díjak, elismerések
- AdAge - The Best díj (2000)[7][8]
- Az év legjobb válságkommunikációs programja  – Az International PR Association (IPRA) Oscar-díja (2002)[5][6]
- 2014-ben a Marketing&Media szaklap és a Magyar Reklámszövetség által életre hívott zsűri a magyar médiaipar 50 legbefolyásosabb embere közé választotta[16]
- 2016-ban a Marketing&Media magazin a Magyar Marketing Szövetséggel közösen a legsikeresebb hazai marketingvezetők közé választotta.[17]
- 2019-ben, ismét a Marketing&Media szaklap kért fel egy független szakemberekből álló zsűrit "A legsikeresebb hazai marketingkommunikációs vezetők” 50 fős toplistájának összeállítására, amelyen Felkait a 26. helyre rangsorolták. Húsznál is kevesebb olyan marketingkommunikációs szakember került fel erre a listára, aki, hozzá hasonlóan, már  a 2016-os legsikeresebb marketingkommunikációs vezetők között is szerepel.[2]
- 2022-ben, a Marketing&Media szaklap által felkért, független szakemberekből álló zsűri állította össze az "50 legsikeresebb hazai marketingkommunikációs döntéshozó" listáját, amelyen Felkai Györgyöt a 41. helyre rangsorolták. Kevés olyan marketingkommunikációs szakember van, aki az elmúlt 7 év során háromszor, vagy annál többször is szerepelt a legsikeresebb marketingkommunikációs vezetők között.[18]